# Alcalde de Jerusalén
El Alcalde de la ciudad de Jerusalén (en hebreo: ראש עיריית ירושלים) es el jefe de la rama ejecutiva del sistema político en Jerusalén. El municipio de Jerusalén . La oficina del alcalde administra todos los servicios de la ciudad, propiedad pública, la mayoría de las agencias públicas y hace cumplir todas las leyes de la ciudad y el estado dentro de Jerusalén. 
La oficina del alcalde se encuentra en la Plaza Safra y tiene jurisdicción sobre todos los barrios de la ciudad. El alcalde nombra a muchos funcionarios, incluidos los directores que encabezan los departamentos de la ciudad y sus vicealcaldes.

## Historia
El Ayuntamiento de Jerusalén se estableció en 1863 durante el gobierno del Imperio Otomano . De 1948 a 1967, dos municipios operaron en la ciudad: un municipio israelí prestó servicios a los barrios occidentales de la ciudad y un municipio jordano a sus partes orientales. 
Para 1840, la comunidad judía constituía el grupo religioso individual más grande de la ciudad. A partir de la década de 1880, los judíos constituyeron la mayoría dentro de la ciudad. Sin embargo, fue solo en 1937, bajo el mandato británico, que se nombró al primer alcalde judío. Desde 1948 cada alcalde ha sido judío. 

## Lista de alcaldes de Jerusalén (1848-presente)
Esta es una lista de alcaldes de Jerusalén en orden cronológico. 

### Imperio Otomano (1848-1920)
1. 1848-1863: Ahmad Agha Duzdar Al-Asali (título oficial: Gobernador de Jerusalén)
2. 1863-1867:  Abdelrahman al-Dajani[3][4]
3. 1867 : Rafadulo Astiriyadis Effendi  (en funciones)
4. 1867-1869: Abdelrahman al-Dajani
5. 1869 : Mūsā Faydī al-'Alamī
6. 1869-1870: Abd al-Salām Paşa al Ḥusaynī
7. 1870-1876:  Yusuf Ziya Paşa al-Khālīdī
8. Triunvirato 1876-1877: Abd al-Qādir al-Khalīlī Abū l-Hudā / 'Umar' Abd al-Salām Paşa al Ḥusaynī / Salīm Shākir al-Ḥusaynī.
9. 1877:  Shaḥāda Faydallāh al-'Alamī
10. 1877-1878: Rafadulo Astiriyadis Effendi  (en funciones)
11. 1878-1879: Yusuf Ziya Paşa al-Khālīdī
12. 1879–1881: Mūsā Faydī al-'Alamī
13. 1882–1897:  Ḥusayn Salīm Paşa al Ḥusaynī
14. 1897-1899: Yaseen al-Khalidi[5]
15. 1899–1906: Yousef al-Khalidi[6]
16. 1906–1909: Faidi al-Alami
17. 1909–1917: Hussein al-Husayni
18. 1917–1918:  Aref al-Dajani
19. 1918–1920: Muza Kazim al-Husayni

### Mandato Británico de Palestina (1920–1948)
|       | Nombre | Nombre                  | Inicio | Término | Partido                     |
| ----- | ------ | ----------------------- | ------ | ------- | --------------------------- |
| 20    |        | Raghib al-Nashashibi    | 1920   | 1934    | Partido de defensa nacional |
| 21    |        | Husayn al-Khalidi       | 1934   | 1937    | Partido Reformista          |
| 22    |        | Daniel Auster           | 1937   | 1938    | Sionistas generales         |
| 23    |        | Mustafa al-Khalidi      | 1938   | 1944    | Partido de defensa nacional |
| (22)  |        | Daniel Auster           | 1944   | 1945    | Sionistas generales         |
| N / A |        | Comité del ayuntamiento | 1945   | 1948    | Varios                      |

### Jerusalén dividida (1948–1967)
| <br> | Alcalde de Jerusalén | Alcalde de Jerusalén | Asumió el cargo | Oficina izquierda | Partido             | Coalición | Coalición                               |
| ---- | -------------------- | -------------------- | --------------- | ----------------- | ------------------- | --------- | --------------------------------------- |
| 1    |                      | Daniel Auster        | 1948            | 1950              | Sionistas generales |           | Sionistas generales <br> 1948 - 1950    |
| 2    |                      | Zalman Shragai       | 1950            | 1952              | Hapoel HaMizrachi   |           | Frente Religioso Unido <br> 1950 - 1952 |
| 3    |                      | Itzjak Kariv         | 1952            | 1955              | Mizrachi            |           | Frente Religioso Unido <br> 1952 - 1955 |
| 4 4  |                      | Gershon Agron        | 1955            | 1959              | Mapai               |           | Mapai - Ahdut HaAvoda <br> 1955 - 1959  |
| 5 5  |                      | Mordejai Ish-Shalom  | 1959            | 1965              | Mapai               |           | Mapai - Ahdut HaAvoda <br> 1959 - 1965  |
| 6 6  |                      | Teddy Kollek         | 1965            | 1967              | Rafi                |           | Alineamiento <br> 1965 - 1967           |

| <br>  | Alcalde de Jerusalén Este | Alcalde de Jerusalén Este | Asumió el cargo | Oficina izquierda | Partido        |
| ----- | ------------------------- | ------------------------- | --------------- | ----------------- | -------------- |
| 1     |                           | Anwar Khatib              | 1948            | 1950              | Independiente  |
| 2     |                           | Aref al-Aref              | 1950            | 1951              | Independiente  |
| 3     |                           | Hannah Atallah            | 1951            | 1952              | Independiente  |
| 4 4   |                           | Omar Wa'ari               | 1952            | 1955              | Independiente  |
| N / A |                           | Comité del ayuntamiento   | 1955            | 1957              | Independientes |
| 5 5   |                           | Ruhi al-Khatib            | 1957            | 1967              | Independiente  |

### Jerusalén reunificada (1967-presente)
| <br> | Alcalde de Jerusalén                            | Alcalde de Jerusalén | Asumió el cargo | Oficina izquierda | Partido                             | Coalición | Coalición                                                                  |
| ---- | ----------------------------------------------- | -------------------- | --------------- | ----------------- | ----------------------------------- | --------- | -------------------------------------------------------------------------- |
| 24   |                                                 | Teddy Kollek         | 1967            | 1993              | Rafi <br> Partido Laborista Israelí |           | Alineamiento <br> 1967 - 1969                                              |
| 24   | Trabajo - Alineamiento - Mapam <br> 1969 - 1993 | Teddy Kollek         | 1967            | 1993              | Rafi <br> Partido Laborista Israelí |           |                                                                            |
| 25   |                                                 | Ehud Olmert          | 1993            | 2003              | Likud                               |           | Likud <br> 1993 - 2003                                                     |
| 26   |                                                 | Uri Lupolianski      | 2003            | 2008              | Degel HaTorah                       |           | Judaísmo Unido de la Torá - Degel HaTorah - Agudat Israel <br> 2003 - 2008 |
| 27   |                                                 | Nir Barkat           | 2008            | 2018              | Independiente                       |           | Likud - Independientes <br> 2008 - 2018                                    |
| 28   |                                                 | Moshe Lion           | 2018            | Titular           | Independiente                       |           | Independiente <br> Titular                                                 |